# Марк Ацилій Глабріон (консул 33 року до н. е.)
Марк Аци́лій Глабріо́н (? — після 25 року до н. е.) — політичний діяч Римської республіки, консул-суфект 33 року до н. е.

## Життєпис
Походив з роду нобілів Ациліїв. Син Манія Ацилія Глабріона, консула 67 року до н. е. Про молоді роки мало відомостей. Під час другого тріумвірату підтримав Октавіана Августа. 33 року до н. е. став консулом-суфектом, виконував свої обов'язки з 1 липня до 1 жовтня. 25 року до н. е. був призначений проконсулом до провінції Африка. Подальша доля невідома.